# 마스코트 (음악 그룹)
마스코트는 대한민국의 5인조 걸그룹이다. 2012년 싱글 [Mask Of T]로 데뷔했다.

## 음반
- Mask Of T (2012)